# Gossypium trilobum
Gossypium trilobum là một loài thực vật có hoa trong họ Cẩm quỳ. Loài này được (Sessé & Moç. ex DC.) Skovst. mô tả khoa học đầu tiên năm 1935.